# NORUCA
NORUCA（ノルカ）とは、2010年10月30日より福島交通が導入した、同社一般路線バス・鉄道専用非接触型IC乗車カードである。
2015年4月1日より電車線（飯坂線）にも導入された。
本項目では、他のみちのりホールディングス所属事業者のICカード導入状況についても記述する。

## 概要
NORUCAは、非接触ICカードに回数乗車券と同等の情報を記録し、乗車の度に度数を引き去っていく。また、乗・降車データを運賃箱のメモリーカードに保存でき、集計の上、正確な統計データを収集できる。
また、非接触ICカードを採用することにより、紙式回数券の廃棄物や、磁気カードにおける読取機の消耗・使用済券の廃棄物の問題が解消される。
NORUCAは「バスに乗るカード」として命名された。
同社では、NORUCA導入以前にも郡山支社管内でバスICカードが導入されていた。
裏面に記載されている、17桁の英数字の上2桁は、FKとなっている。

## 沿革

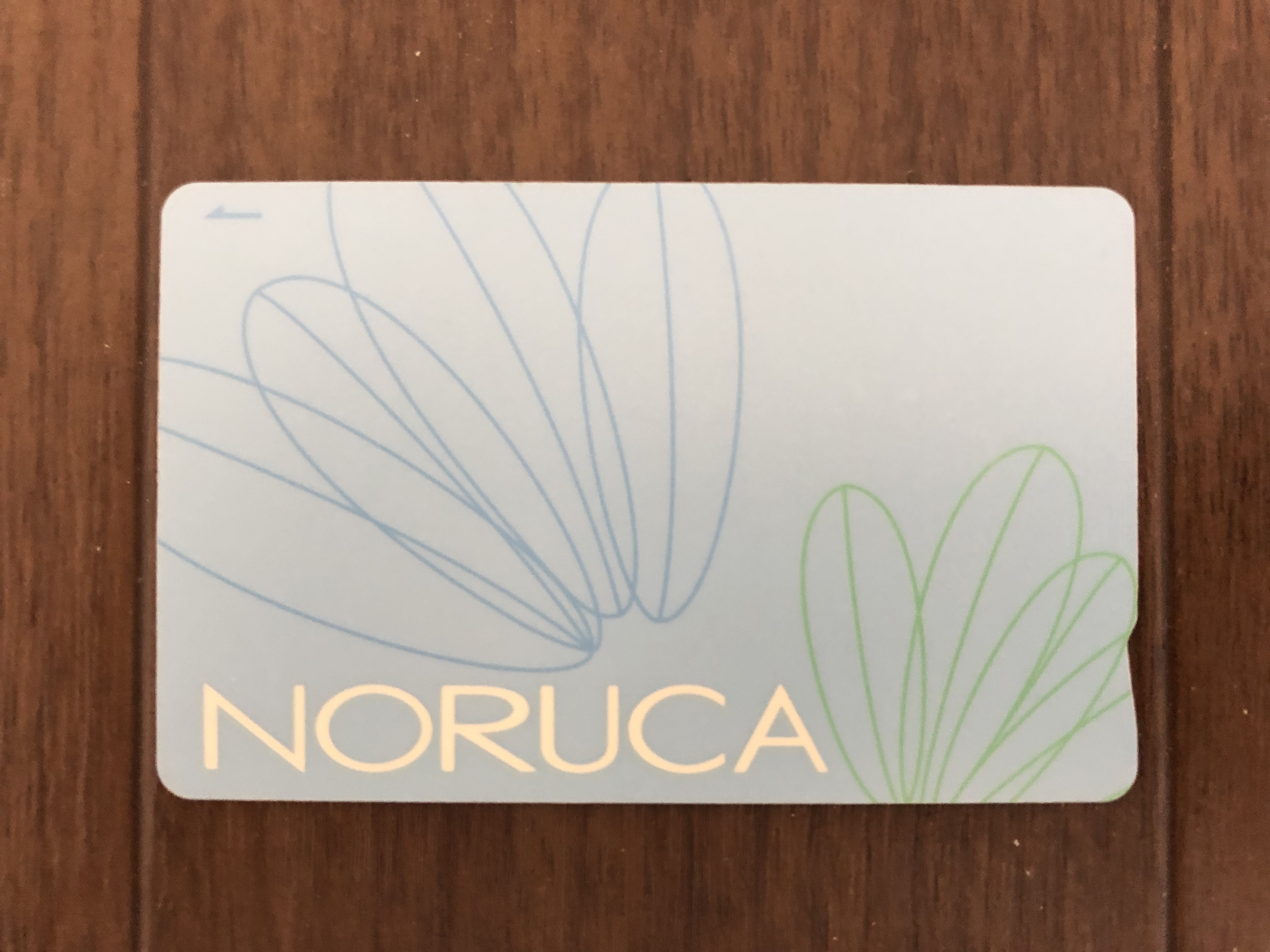
旧デザインのNORUCA

便宜上郡山支社の旧ICカードに関する事項も一部掲載する。
- 2001年（平成13年）4月2日 - 郡山支社管内で旧ICカード発売・使用開始。
- 2010年（平成22年）
  - 5月7日 - NORUCA（当時名前と導入日時は伏せられた）導入の旨が発表される。
  - 9月1日 - 磁気カード新規発売停止。
  - 9月10日 - NORUCAの名前と詳細が発表される。
  - 9月30日 - 磁気カード使用停止。
  - 10月1日 - 磁気カード無手数料払い戻し開始。
  - 10月25日 - NORUCA回数券発売開始・紙式回数券及び旧ICカード無手数料払い戻し開始。
  - 10月30日 - NORUCA使用開始（この時点では相馬・棚倉地区は未導入 <磁気カードを導入>）、誕生記念カード「ウルトラマンゼロ THE MOVIE 超決戦!ベリアル銀河帝国」（回数券カード）を3,000枚の数量限定で販売[1]。
  - 11月1日 - 旧ICカード新規発売停止。
  - 12月1日 - 紙式回数券新規発売停止。
- 2011年（平成23年）
  - 2月28日 - 紙式回数券使用停止。
  - 3月31日 - 紙式回数券払い戻し終了。
  - 10月1日 - NORUCA定期券発売開始。
  - 12月31日 - 旧ICカード払い戻し終了。
- 2012年（平成24年）
  - 11月5日 - この日より、相馬・棚倉地区にもNORUCAを導入[2]。また、「NORUCA学割回数券」のバス車内での積み増しができるようになる[3]。
- 2015年（平成24年）
  - 4月1日 - 飯坂線電車において導入。翌日には記念回数券カードも発売された[4][5]。
  - 10月1日 - 通学定期乗車券(往復タイプ)での休日100円サービス適用開始、飯坂線電車での通学定期乗車券(片道タイプ)発売開始
- 2024年（令和6年）
  - 7月27日 - 会津乗合自動車にも「AIZU NORUCA」として導入。当初は、前年度までに導入予定[6][7] としていたが、諸般の事情により開始を延期。紙の回数券は在庫切れまで継続販売を行うことになった。
  - 9月1日 - 新デザインのNORUCAの発行開始。旧デザインからの切り替えは有料かつ残高の移し替え手数料が発生する。
- 2025年（令和7年）
  - 2月5日 - NORUCAとAIZU NORUCAの相互利用を開始。

## 導入の経緯

相互利用関係（クリックで拡大）

東北の事業者として初めて郡山支社で導入したICバスカードは、FeliCaの普及前であり、MIFAREが採用された。これとは別に磁気カードを福島市内で導入していたが、いずれもシステムの老朽化・保守面の問題（旧ICカード発売当時と比べFeliCaの方がMIFAREより交通系ICカードとして普及しており、他のFeliCa系ICカードと同様の設備などを採用することにより導入・維持コストが削減できる）・親会社の変更（みちのりホールディングス）などの理由により、乗車券の媒体・規格を統一するため、NORUCAが導入された（東北の事業者において磁気バスカードを廃止した初の事例である）。
2024年5月にJRバス関東白河支店が地域連携ICカードである「LOCOCA」を導入したため、中通り・会津・浜通り北部では他カードと本カードの3種類並存状態となったが、本カードはどのカードとも相互利用に対応していない。
- 東北本線矢吹～貝田間、磐越西線郡山～喜多方間、磐越東線郡山～船引間 、常磐線磐城太田～新地間 - Suica（東日本旅客鉄道）
- JRバス関東白棚線 - LOCOCA（新常磐交通、JRバス関東）

## 使用方法(バス)
乗車時
- 乗車口のカードリーダ（読み取り装置）にICカードを軽くタッチする。その際整理券は不要である。
- カードリーダに整理券番号とカードの残額が表示されると読み取りは完了。正しく感知されていない場合は、もう一度タッチを行う。

降車時
- 降車口の運賃箱上のカードリーダーにICカードを軽くタッチさせる。
- 液晶画面に乗車区間の運賃とカードの残額が表示されると精算完了となる。
- 正しく感知されていない場合（テキストによるエラーメッセージあり）、もう一度タッチする。
- 残高不足の場合は不足金額が表示されるので、運転士にチャージの申し出を行うか、現金で不足分を支払う。
- 単一カードから複数人数の運賃を支払うことが可能

## 使用方法(鉄道)
乗車時
- ホームにある簡易改札機(入場用アンテナ)にICカードを軽くタッチする。
- 液晶画面に駅ナンバリング[8] とカードの残額が表示されると読み取りは完了。正しく感知されていない場合は、もう一度タッチを行う。

降車時
- ホームにある簡易改札機(出場用アンテナ)にICカードを軽くタッチさせる。
- 液晶画面に乗車区間の運賃とカードの残額が表示されると精算完了となる。
- 正しく感知されていない場合（テキストによるエラーメッセージあり）、もう一度タッチする。

## 対象区間(バス)
以下の導入対象外を除く福島交通の一般路線バスのほぼすべて。なお、導入される路線・車両には『NORUCAご利用できます』の青いステッカーが貼付される。
2024年3月頃からは会津バスの一般路線バスでも利用が可能になる予定。
導入対象外
- 高速バス全線
- 郡山駅 - 福島空港間の空港連絡バス
- スカイライン循環線
- 郡山 - 裏磐梯 - 会津若松線

※相馬市・南相馬市・棚倉町・塙町・矢祭町・鮫川村を運行する市町村バス路線 - これら6市町村の各路線には磁気カード（ただし利用できる地区毎に異なり、「棚倉・矢祭・塙・鮫川地区専用」及び「相馬・南相馬地区専用」の各券種を発行していた）が導入された。なお、2012年11月5日より、これらのバス路線についてもNORUCAが導入された。
※白河市がJRバス関東と福島交通に運行を委託している、白河市循環バスでは、NORUCAを利用することができない。
- 臨時バス

## 種類
NORUCA回数券
- 販売価格：1枚2,000円（デポジット500円を含む、初期利用可能価格：1,650円、割引率：9.1%） -  一般用は記名の有無を選択できる。
- 現在使用中のカードでも申し込めば定期券としての利用が可能。初期状態で定期券機能のないカードは車内でも発売されるが、それは当然無記名となる。
- 記名式カードは旅客の生年月日によっては普通旅客運賃を5割引した額（小児運賃）が引き去られるよう設定される（小児NORUCA）。障害者は年齢制限なしでこの設定がされたカードが発行される（大人割引NORUCA）[12]。いずれも身分証明書（身体障害者手帳など）の提示が必要である[13]。
- 飯坂線導入に伴い鉄道回数乗車券をNORUCAのプリペイド機能にしたが、複数人利用ができない[14] ところが他社と異なる。

NORUCA定期券
- 一度NORUCA定期券として購入すると同じカードを繰り返し利用可能となる。通用期間が切れたカードでも更新手続きを行えば新たな定期券として利用可能。
- 定期券と回数券を1枚のカードにすることができる。定期区間を乗り越しても自動的に差額の支払いができる。定期区間外の乗車の場合はその区間の運賃のみが精算される。初回購入時にデポジット500円を要する。
- 券面にロイコリライトがある。

ももりんシルバーパスポート
- 福島市が市内在住の75歳以上の市民に交付している非売品の記名式カードである。福島市のキャラクターであるももりんがデザインされている。指定エリア内バスおよび飯坂線が乗り放題である[15]。

## 特徴
学割回数券
- 通学定期乗車券の発売条件に準じた学校に通学する学生・生徒は、プレミアを1,000円あたり200円とする区分に積み増すことができる（学生・生徒証の提示が必要）。
- 通学定期乗車券だからといって強制的にこの区分に積み増しされるわけではない。
- 2012年11月5日よりバス車内、2015年4月1日より鉄道窓口での積み増しも可能となった[3]。

NORUCAちょこっとエコ回数券
- 毎月1・11・21日しか引き去らない区分である[16]。プレミアは1,000円あたり400円。
- これはバス・鉄道利用促進デー用回数券にもとづくもので、他社は紙媒体で発売しているものである。
- 紙回数券時代はバスの割引回数券であった。

乗り継ぎ割引
- バスからバスへ乗り継ぐ利用客への割引で、NORUCA回数券で降車して、60分以内に再びバス（停留所と行先は問わない）に乗車の場合、一律50円（小児・障害者は30円）を自動的に割り引きされる。但し、100円運賃の区間は適用外となる。なおICカードの残額が不足した時は適用にならないため事前にチャージする必要がある。
- バス・鉄道相互間も適用(いわゆる連絡運輸、福島～笹谷間各駅および花水坂・飯坂温泉駅で接続あり)[17]

チャージ（積み増し）
- 1,000円単位（最大10,000円）で、最大20,000円（プレミア分を除く）までチャージできる。割引率は9.1%～28.6%で、割り引かれた分はそのままチャージされる
  - （例）一般区分に3,000円チャージすると、3,000円+割引分300円の計3,300円分がチャージされる。
- チャージするには3種類の方法がある。
  - バス案内所・営業所等でのチャージ（一部を除く）は、窓口による有人対応のため窓口営業時間帯のみの対応となる。
  - 自動積増機(NORUCA STATION)が福島駅・郡山駅の案内所と、飯坂線福島駅に設置されている。
  - 自動積増機では学割回数券への積み増しができない（バス車内では2012年11月5日より、鉄道窓口では2015年4月1日より取り扱い開始[3]）。

再発行
記名カードは、紛失・データ読出不良（例：洗濯）・チップの破損などの理由により再発行が可能である。この場合、残額の復元には申請日より3日を要し、手数料200円及び新券のデポジット500円を支払いを要する。ももりんシルバーパスポートのみ申出箇所が異なる。
定期乗車券の一括発売
複数の定期乗車券を所属団体において一括発注する 場合、カードの設定は1回のみで、継続して使用できる券を発行できる。定期旅客運賃は団体宛に年4回以下の締め日において請求される。通勤定期券は5口以上は割引になり、通学定期券は団体が指定した期間において定期乗車券としての使用禁止設定が可能である。
エリア自由乗降サービス
一般路線バスの循環路線について、所定基準運賃以上の定期乗車券は、当該循環路線の全区間について乗車できる。
休日100円サービス
定期乗車券使用者本人が期間に含まれる休日ダイヤ運行日において区間外を乗車した場合その運賃を100円とする。また、同居家族を伴い乗車する場合はその家族旅客も1乗車あたり100円（小児50円）となる。本人の区間外乗車の場合、デフォルトでは区間外の大人運賃であるため、本制度適用の旨と現金・回数券からの引き去りの別をその都度申告する。
鉄道線は対象カードで本人分は自動的に適用される。バス定期乗車券で鉄道線に乗車する場合、鉄道定期乗車券でバス路線に乗車する場合も適用。
当初、通勤定期乗車券が対象であったが、2015年10月より通学定期乗車券も対象となる。

## 旧ICカードとの違い
郡山支社管内で導入されていた旧ICカードとNORUCAとの違いについて述べる。
リピーター割引（NORUCAにはない）
- 2回目以降の積み増しは1,000円につき30円分追加される。従って1,000円を入金した時、実際には1,130円分積み増しされる。

乗り継ぎ割引適用条件（NORUCAにはない）
- 1便目の降車停留所と2便目の乗車停留所は同じにしなければならなかった。

回数券カード
- 初回発売額は3,000円で3,300円分使用可能であった。デポジットは定期券カードを含み徴収されなかった。
- 旧ICカードは記名のある回数券カードがなかった。従ってすべて大人用（無記名）として発売され、複数人乗車時や小児を1人以上含む組み合わせなどは、口頭による申告・人数の手入力が要された（バス共通カードと同じ方法）。

取扱営業所
- 郡山駅前バス案内所
- 福島交通須賀川営業所
- 福島交通船引車庫
- 福島交通小野出張所

システム開発元
旧ICカードはクラリオン、NORUCAはレシップ(バス運賃箱ICカードR/W部はJR東日本メカトロニクス製)である。

## その他
- みちのりホールディングスでは、他にも交通系ICカードシステムを導入している事業者がある。茨城交通（いばっピ・でんてつハイカード）・湘南モノレール（PASMO）・関東自動車（totra）・岩手県北自動車（iGUCA、ハチカ）とも非接触ICである。この内「totra」「iGUCA」「ハチカ」は、JR東日本の交通系ICカード・Suicaと各地域の交通系ICカード機能を1枚にまとめた地域連携ICカード（「2in1カード」）である。
- 2013年8月2日に発表された地域経済活性化支援機構からみちのりホールディングスへの会津乗合自動車の株式譲受契約の締結についてのプレスリリースに、広域連携の一環として導入を予定していることが記載されている[19]。
- 会津乗合自動車が導入するAIZU NORUCAとは相互利用可能だが、定期券の搭載に関しては、会津乗合自動車はAIZU NORUCA、福島交通は本家のNORUCAのみに限定される。